# Tyrrenos
Tyrrenos (gr. Τυῤῥηνός), także Tyrsenos (gr. Τυρσηνός), łac. Tyrrhenus – postać w mitologii greckiej, legendarny eponim Tyrrenów (Etrusków).
Genealogię Tyrrenosa wyprowadzano rozmaicie. Według jednej z wersji miał być synem króla Lidii Atysa i Kallitei oraz bratem Lydosa, według innej synem Heraklesa i Omfale, jeszcze inna czyniła z niego syna Telefosa i Hiery oraz brata Tarchona. Jego życie datowano na czasy po wojnie trojańskiej. Według opowieści przytoczonej przez Herodota wywiódł część mieszkańców z cierpiącej głód Lidii i popłynął z nimi na zachód, osiedlając się w środkowej Italii. 